# Grand Prix-wegrace van Argentinië

Autódromo Oscar Alfredo Gálvez zoals het vanaf 1981 werd gebruikt

De Grand Prix van Argentinië voor motorfietsen is een wegrace die wordt georganiseerd in Argentinië. Tussen 1961 en 1999 werd de race slechts elf keer georganiseerd, waarbij tien edities deel uitmaakten van het wereldkampioenschap wegrace. 
In de eerste jaren gebruikten de lichte klassen (50 cc en 125 cc) een korte versie van het circuit van 2,625 kilometer lengte en de zwaardere klassen reden op varianten van 3,140- tot 4,706 kilometer lengte. 

## 1960-1963
De Grand Prix van Argentinië werd in 1960 voor het eerst gehouden op het Autódromo Oscar Alfredo Gálvez in Buenos Aires. Het was toen nog een internationale race de geen deel uitmaakte van het wereldkampioenschap. Toen de FIM de Grand Prix in 1961 aan het programma toevoegde, was er vanuit de coureurs en teams weinig interesse om deel te nemen. Privérijders hadden al moeite om in mei de oversteek naar het eiland Man en in augustus die naar Noord-Ierland te maken, en zagen niets in een lange en dure reis in oktober naar Zuid-Amerika op het moment dat de wereldtitels al beslist waren. Dat gold zelfs voor de fabrieksteams. Yamaha stuurde alleen Fumio Ito voor de 250 cc race en Honda stuurde het hele team, dat de 125- en de 250 cc klassen domineerde. Honda moest zich in de 125 cc klasse dan ook verweren tegen Ernst Degner, die nog wereldkampioen kon worden. Degner was enkele weken eerder uit de DDR gevlucht en had daardoor niet meer de beschikking over zijn snelle MZ RE 125. Hij maakte echter nog kans op de wereldtitel en probeerde in Argentinië met een EMC nog punten te scoren. Die machine arriveerde echter te laat  en Degner moest als toeschouwer zien hoe Tom Phillis met zijn Honda 2RC 143 wereldkampioen werd. 
In 1962 was zelfs Honda weggebleven, omdat het al zeker was van vier wereldtitels. Het enige fabrieksteam was dat van Suzuki, dat elke race kon gebruiken voor de ontwikkeling van de nieuwe 125 cc racers en de 50 cc racers. Het werd nu ook duidelijk dat de Grand Prix van Argentinië een scheef beeld van het wereldkampioenschap creëerde: coureurs die normaal gesproken niet konden opboksen tegen sterkere concurrenten konden hier veel punten scoren. Arthur Wheeler, die met een sterk verouderde Moto Guzzi reed, won de 250 cc klasse en werd derde in het wereldkampioenschap. Benedicto Caldarella  won de 500 cc klasse en eindigde als vijfde in de eindstand. 
In 1963 was de Argentijnse GP voor een aantal klassen nog belangrijk. De  50-, 125- en 250 cc klassen moesten namelijk ook nog in Japan rijden en daardoor waren een aantal wereldtitels nog open. Bovendien stuurde MV Agusta Mike Hailwood, die al halverwege het seizoen zijn wereldtitel al veiliggesteld. Honda had het zichzelf moeilijk gemaakt door te bezuinigen: men gebruikte oude machines en trok halverwege het seizoen de monteurs terug, zodat de fabriekscoureurs op zichzelf waren aangewezen. Daardoor kon Tarquinio Provini met zijn Moto Morini een bedreiging vormen in de 250 cc klasse en zowel Honda als Moto Morini stuurden noodgedwongen hun rijders naar Argentinië. In de 50 cc klasse stuurde Kreidler haar toprijder Hans Georg Anscheidt níet naar Argentinië, waardoor hij de wereldtitel verloor aan Suzuki-rijder Hugh Anderson. 
Er was in dat jaar veel kritiek op de organisatie van de Argentijnse Grand Prix en toen men in augustus 1964 nog niet wist of het wel mogelijk was de Grand Prix te organiseren, werd ze door de FIM van de kalender geschrapt. 

## 1981-1999
In 1981 kwam de Grand Prix weer terug, dit keer als seizoensopening. In die jaren was het al gebruikelijk om grote reizen naar motorraces te maken, maar na 1983 werd ze toch weer geschrapt en vervangen door de Grand Prix van Zuid-Afrika. In 1987 werden twee Zuid-Amerikaanse GP's na elkaar gepland: de GP van Brazilië en de GP van Argentinië. Daarna duurde het weer tot 1994 eer er in Buenos Aires om de wereldtitel werd gestreden, aansluitend aan de GP van de USA.  In 1995 reed men na de GP van Rio de Janeiro, in 1998 als seizoensafsluiting na de GP van Australië en in 1999 voor de laatste keer, weer als seizoensaflsuiting na de Grand Prix van Rio de Janeiro. 

## Vanaf 2014
Doordat het herhaaldelijk voorkwam dat de Grand Prix van Argentinië op het laatste moment niet door kon gaan, werd ze na 1999 voor lange tijd van de WK-kalender geschrapt. Voor het seizoen 2014 stond ze weer op de kalender, maar nu op het Autódromo Termas de Río Hondo. 

## Resultaten van de Grand Prix van Argentinië

### Van 1960 tot 1963
(Gekleurde achtergrond  = niet in het kader van het wereldkampioenschap wegrace)
| Editie | Jaar | Circuit      | Klasse | 1e                               | 2e                          | 2e                               | Snelste ronde                    |  |
| ------ | ---- | ------------ | ------ | -------------------------------- | --------------------------- | -------------------------------- | -------------------------------- |  |
| 1      | 1960 | Buenos Aires | 125 cc | John Grace (Bultaco)             | onbekend                    | onbekend                         | onbekend                         |  |
| 1      | 1960 | Buenos Aires | 500 cc | Carlos Salatino (Gilera)         | onbekend                    | onbekend                         | onbekend                         |  |
|        |      |              |        |                                  |                             |                                  |                                  |  |
| 2      | 1961 | Buenos Aires | 125 cc | Tom Phillis (Honda)              | Jim Redman (Honda)          | Kunimitsu Takahashi (Honda)      | Tom Phillis (Honda)              |  |
| 2      | 1961 | Buenos Aires | 250 cc | Tom Phillis (Honda)              | Kunimitsu Takahashi (Honda) | Jim Redman (Honda)               | Tom Phillis (Honda)              |  |
| 2      | 1961 | Buenos Aires | 500 cc | Jorge Kissling (Matchless)       | Carlos Salatino (Norton)    | Frank Perris (Norton)            | Carlos Salatino (Norton)         |  |
|        |      |              |        |                                  |                             |                                  |                                  |  |
| 3      | 1962 | Buenos Aires | 50 cc  | Hugh Anderson (Suzuki)           | Ernst Degner (Suzuki)       | Hans Georg Anscheidt (Kreidler)  | onbekend                         |  |
| 3      | 1962 | Buenos Aires | 125 cc | Hugh Anderson (Suzuki)           | Raúl Kissling (DKW)         | Mitsuo Itō (Suzuki)              | Hugh Anderson (Suzuki)           |  |
| 3      | 1962 | Buenos Aires | 250 cc | Arthur Wheeler (Moto Guzzi)      | Umberto Masetti (Morini)    | Raúl Kaiser (NSU)                | Arthur Wheeler (Moto Guzzi)      |  |
| 3      | 1962 | Buenos Aires | 500 cc | Benedicto Caldarella (Matchless) | Carlos Salatino (Norton)    | Eduardo Salatino (Norton)        | Benedicto Caldarella (Matchless) |  |
|        |      |              |        |                                  |                             |                                  |                                  |  |
| 4      | 1963 | Buenos Aires | 50 cc  | Hugh Anderson (Suzuki)           | Ernst Degner (Suzuki)       | Alberto Pagani (Kreidler)        | Hugh Anderson (Suzuki)           |  |
| 4      | 1963 | Buenos Aires | 125 cc | Jim Redman (Honda)               | Héctor Pochettino (Bultaco) | Aldo Caldarella (Bultaco)        | Jim Redman (Honda)               |  |
| 4      | 1963 | Buenos Aires | 250 cc | Tarquinio Provini (Morini)       | Jim Redman (Honda)          | Umberto Masetti (Morini)         | Tarquinio Provini (Morini)       |  |
| 4      | 1963 | Buenos Aires | 500 cc | Mike Hailwood (MV Agusta)        | Jorge Kissling (Norton)     | Benedicto Caldarella (Matchless) | Mike Hailwood (MV Agusta)        |  |

### Van 1981 tot 1999
| Editie | Jaar | Circuit      | Klasse | 1e                             | 2e                             | 3e                                | Poleposition                   | Snelste ronde                  |
| ------ | ---- | ------------ | ------ | ------------------------------ | ------------------------------ | --------------------------------- | ------------------------------ | ------------------------------ |
| 5      | 1981 | Buenos Aires | 125 cc | Ángel Nieto (Minarelli)        | Loris Reggiani (Minarelli)     | Jacques Bolle (Motobécane)        | Ángel Nieto (Minarelli)        | Loris Reggiani (Minarelli)     |
| 5      | 1981 | Buenos Aires | 250 cc | Jean-François Baldé (Kawasaki) | Graeme Geddes (Yamaha)         | Patrick Fernandez (Bimota-Yamaha) | Carlos Lavado (Yamaha)         | Graeme Geddes (Yamaha)         |
| 5      | 1981 | Buenos Aires | 350 cc | Jon Ekerold (Bimota-Yamaha)    | Jean-François Baldé (Kawasaki) | Carlos Lavado (Yamaha)            | Jon Ekerold (Bimota-Yamaha)    | Jon Ekerold (Bimota-Yamaha)    |
|        |      |              |        |                                |                                |                                   |                                |                                |
| 6      | 1982 | Buenos Aires | 125 cc | Ángel Nieto (Garelli)          | Ricardo Tormo (Sanvenero)      | Willy Pérez (MBA)                 | Ángel Nieto (Garelli)          | Ricardo Tormo (Sanvenero)      |
| 6      | 1982 | Buenos Aires | 350 cc | Carlos Lavado (Yamaha)         | Jean-François Baldé (Kawasaki) | Didier de Radiguès (Chevallier)   | Jean-François Baldé (Kawasaki) | Jean-François Baldé (Kawasaki) |
| 6      | 1982 | Buenos Aires | 500 cc | Kenny Roberts (Yamaha)         | Barry Sheene (Yamaha)          | Freddie Spencer (Honda)           | Kenny Roberts (Yamaha)         | Kenny Roberts (Yamaha)         |
|        |      |              |        |                                |                                |                                   |                                |                                |
| 7      | 1987 | Buenos Aires | 250 cc | Sito Pons (Honda)              | Dominique Sarron (Honda)       | Masahiro Shimizu (Honda)          | Martin Wimmer (Yamaha)         | onbekend                       |
| 7      | 1987 | Buenos Aires | 500 cc | Eddie Lawson (Yamaha)          | Randy Mamola (Yamaha)          | Wayne Gardner (Honda)             | Wayne Gardner (Honda)          | onbekend                       |
|        |      |              |        |                                |                                |                                   |                                |                                |
| 8      | 1994 | Buenos Aires | 125 cc | Jorge Martínez (Yamaha)        | Noboru Ueda (Honda)            | Stefano Perugini (Aprilia)        | Noboru Ueda (Honda)            | Stefano Perugini (Aprilia)     |
| 8      | 1994 | Buenos Aires | 250 cc | Tadayuki Okada (Honda)         | Max Biaggi (Aprilia)           | Tetsuya Harada (Yamaha)           | Loris Capirossi (Honda)        | Tetsuya Harada (Yamaha)        |
| 8      | 1994 | Buenos Aires | 500 cc | Mick Doohan (Honda)            | Doug Chandler (Cagiva)         | John Kocinski (Cagiva)            | John Kocinski (Cagiva)         | Mick Doohan (Honda)            |
|        |      |              |        |                                |                                |                                   |                                |                                |
| 9      | 1995 | Buenos Aires | 125 cc | Emilio Alzamora (Honda)        | Masaki Tokudome (Aprilia)      | Dirk Raudies (Honda)              | Emilio Alzamora (Honda)        | Takehiro Yamamoto (Honda)      |
| 9      | 1995 | Buenos Aires | 250 cc | Max Biaggi (Aprilia)           | Tetsuya Harada (Yamaha)        | Doriano Romboni (Honda)           | Jean-Michel Bayle (Aprilia)    | Max Biaggi (Aprilia)           |
| 9      | 1995 | Buenos Aires | 500 cc | Mick Doohan (Honda)            | Daryl Beattie (Suzuki)         | Luca Cadalora (Yamaha)            | Luca Cadalora (Yamaha)         | Daryl Beattie (Suzuki)         |
|        |      |              |        |                                |                                |                                   |                                |                                |
| 10     | 1998 | Buenos Aires | 125 cc | Tomomi Manako (Honda)          | Marco Melandri (Honda)         | Lucio Cecchinello (Honda)         | Roberto Locatelli (Honda)      | Masao Azuma (Honda)            |
| 10     | 1998 | Buenos Aires | 250 cc | Valentino Rossi (Aprilia)      | Loris Capirossi (Aprilia)      | Olivier Jacque (Honda)            | Loris Capirossi (Aprilia)      | Valentino Rossi (Aprilia)      |
| 10     | 1998 | Buenos Aires | 500 cc | Mick Doohan (Honda)            | Tadayuki Okada (Honda)         | Alex Barros (Honda)               | Mick Doohan (Honda)            | Tadayuki Okada (Honda)         |
|        |      |              |        |                                |                                |                                   |                                |                                |
| 11     | 1999 | Buenos Aires | 125 cc | Marco Melandri (Honda)         | Emilio Alzamora (Honda)        | Roberto Locatelli (Aprilia)       | Masao Azuma (Honda)            | Marco Melandri (Honda)         |
| 11     | 1999 | Buenos Aires | 250 cc | Olivier Jacque (Yamaha)        | Tohru Ukawa (Honda)            | Valentino Rossi (Aprilia)         | Valentino Rossi (Aprilia)      | Olivier Jacque (Yamaha)        |
| 11     | 1999 | Buenos Aires | 500 cc | Kenny Roberts (Suzuki)         | Max Biaggi (Yamaha)            | Norick Abe (Yamaha)               | Kenny Roberts (Suzuki)         | Kenny Roberts (Suzuki)         |

### Vanaf 2014
| Editie | Jaar | Circuit             | Klasse | 1e                          | 2e                        | 3e                            | Poleposition                 | Snelste ronde             |
| ------ | ---- | ------------------- | ------ | --------------------------- | ------------------------- | ----------------------------- | ---------------------------- | ------------------------- |
| 12     | 2014 | Termas de Río Hondo | Moto3  | Romano Fenati (KTM)         | Álex Márquez (Honda)      | Jack Miller (KTM)             | Jack Miller (KTM)            | Álex Márquez (Honda)      |
| 12     | 2014 | Termas de Río Hondo | Moto2  | Esteve Rabat (Kalex)        | Xavier Siméon (Suter)     | Luis Salom (Kalex)            | Esteve Rabat (Kalex)         | Luis Salom (Kalex)        |
| 12     | 2014 | Termas de Río Hondo | MotoGP | Marc Márquez (Honda)        | Dani Pedrosa (Honda)      | Jorge Lorenzo (Yamaha)        | Marc Márquez (Honda)         | Jorge Lorenzo (Yamaha)    |
|        |      |                     |        |                             |                           |                               |                              |                           |
| 13     | 2015 | Termas de Río Hondo | Moto3  | Danny Kent (Honda)          | Efrén Vázquez (Honda)     | Isaac Viñales (Husqvarna)     | Miguel Oliveira (KTM)        | Miguel Oliveira (KTM)     |
| 13     | 2015 | Termas de Río Hondo | Moto2  | Johann Zarco (Kalex)        | Álex Rins (Kalex)         | Sam Lowes (Speed Up)          | Johann Zarco (Kalex)         | Jonas Folger (Kalex)      |
| 13     | 2015 | Termas de Río Hondo | MotoGP | Valentino Rossi (Yamaha)    | Andrea Dovizioso (Ducati) | Cal Crutchlow (Honda)         | Marc Márquez (Honda)         | Valentino Rossi (Yamaha)  |
|        |      |                     |        |                             |                           |                               |                              |                           |
| 14     | 2016 | Termas de Río Hondo | Moto3  | Khairul Idham Pawi (Honda)  | Jorge Navarro (Honda)     | Brad Binder (KTM)             | Brad Binder (KTM)            | Joan Mir (KTM)            |
| 14     | 2016 | Termas de Río Hondo | Moto2  | Johann Zarco (Kalex)        | Sam Lowes (Kalex)         | Jonas Folger (Kalex)          | Sam Lowes (Kalex)            | Johann Zarco (Kalex)      |
| 14     | 2016 | Termas de Río Hondo | MotoGP | Marc Márquez (Honda)        | Valentino Rossi (Yamaha)  | Dani Pedrosa (Honda)          | Marc Márquez (Honda)         | Marc Márquez (Honda)      |
|        |      |                     |        |                             |                           |                               |                              |                           |
| 15     | 2017 | Termas de Río Hondo | Moto3  | Joan Mir (Honda)            | John McPhee (Honda)       | Jorge Martín (Honda)          | John McPhee (Honda)          | Romano Fenati (Honda)     |
| 15     | 2017 | Termas de Río Hondo | Moto2  | Franco Morbidelli (Kalex)   | Miguel Oliveira (KTM)     | Thomas Lüthi (Kalex)          | Miguel Oliveira (KTM)        | Miguel Oliveira (KTM)     |
| 15     | 2017 | Termas de Río Hondo | MotoGP | Maverick Viñales (Yamaha)   | Valentino Rossi (Yamaha)  | Cal Crutchlow (Honda)         | Marc Márquez (Honda)         | Maverick Viñales (Yamaha) |
|        |      |                     |        |                             |                           |                               |                              |                           |
| 16     | 2018 | Termas de Río Hondo | Moto3  | Marco Bezzecchi (KTM)       | Arón Canet (Honda)        | Fabio Di Giannantonio (Honda) | Tony Arbolino (Honda)        | Jorge Martín (Honda)      |
| 16     | 2018 | Termas de Río Hondo | Moto2  | Mattia Pasini (Kalex)       | Xavi Vierge (Kalex)       | Miguel Oliveira (KTM)         | Xavi Vierge (Kalex)          | Xavi Vierge (Kalex)       |
| 16     | 2018 | Termas de Río Hondo | MotoGP | Cal Crutchlow (Honda)       | Marc Márquez (Honda)      | Álex Rins (Suzuki)            | Jack Miller (Ducati)         | Johann Zarco (Yamaha)     |
|        |      |                     |        |                             |                           |                               |                              |                           |
| 17     | 2019 | Termas de Río Hondo | Moto3  | Jaume Masiá (KTM)           | Darryn Binder (KTM)       | Tony Arbolino (Honda)         | Jaume Masiá (KTM)            | Gabriel Rodrigo (Honda)   |
| 17     | 2019 | Termas de Río Hondo | Moto2  | Lorenzo Baldassarri (Kalex) | Remy Gardner (Kalex)      | Álex Márquez (Kalex)          | Xavi Vierge (Kalex)          | Remy Gardner (Kalex)      |
| 17     | 2019 | Termas de Río Hondo | MotoGP | Marc Márquez (Honda)        | Valentino Rossi (Yamaha)  | Andrea Dovizioso (Ducati)     | Marc Márquez (Honda)         | Marc Márquez (Honda)      |
|        |      |                     |        |                             |                           |                               |                              |                           |
| 18     | 2022 | Termas de Río Hondo | Moto3  | Sergio García (GasGas)      | Dennis Foggia (Honda)     | Ayumu Sasaki (Husqvarna)      | Sergio García (GasGas)       | Andrea Migno (Honda)      |
| 18     | 2022 | Termas de Río Hondo | Moto2  | Celestino Vietti (Kalex)    | Somkiat Chantra (Kalex)   | Ai Ogura (Kalex)              | Fermín Aldeguer (Boscoscuro) | Celestino Vietti (Kalex)  |
| 18     | 2022 | Termas de Río Hondo | MotoGP | Aleix Espargaró (Aprilia)   | Jorge Martín (Ducati)     | Álex Rins (Suzuki)            | Aleix Espargaró (Aprilia)    | Aleix Espargaró (Aprilia) |
|        |      |                     |        |                             |                           |                               |                              |                           |
| 19     | 2023 | Termas de Río Hondo | Moto3  | Tatsuki Suzuki (Honda)      | Diogo Moreira (KTM)       | Andrea Migno (KTM)            | Ayumu Sasaki (Husqvarna)     | Jaume Masiá (Honda)       |
| 19     | 2023 | Termas de Río Hondo | Moto2  | Tony Arbolino (Kalex)       | Alonso López (Boscoscuro) | Jake Dixon (Kalex)            | Alonso López (Boscoscuro)    | Alonso López (Boscoscuro) |
| 19     | 2023 | Termas de Río Hondo | MotoGP | Marco Bezzecchi (Ducati)    | Johann Zarco (Ducati)     | Álex Márquez (Ducati)         | Álex Márquez (Ducati)        | Marco Bezzecchi (Ducati)  |
|        |      |                     |        |                             |                           |                               |                              |                           |
| 20     | 2025 | Termas de Río Hondo | Moto3  | Ángel Piqueras (KTM)        | Adrián Fernández (Honda)  | José Antonio Rueda (KTM)      | Matteo Bertelle (KTM)        | Ángel Piqueras (KTM)      |
| 20     | 2025 | Termas de Río Hondo | Moto2  | Jake Dixon (Boscoscuro)     | Manuel González (Kalex)   | Celestino Vietti (Boscoscuro) | Manuel González (Kalex)      | Jake Dixon (Boscoscuro)   |
| 20     | 2025 | Termas de Río Hondo | MotoGP | Marc Márquez (Ducati)       | Álex Márquez (Ducati)     | Franco Morbidelli (Ducati)    | Marc Márquez (Ducati)        | Marc Márquez (Ducati)     |

1960 · 1961 · 1962 · 1963 · 1981 · 1982 · 1987 · 1994 · 1995 · 1998 · 1999 · 2014 · 2015 · 2016 · 2017 · 2018 · 2019 · 2022 · 2023 · 2025